# 索诺木 (大金川土司)
索诺木（藏語：བསོད་ནམས，威利转写：bSod-nams；1746年—1776年），清朝时期四川大金川土司，嘉绒人。土司郎卡之子。
乾隆三十五年（1770年），大金川土司郎卡去世，19岁的索诺木即位。索诺木年纪幼小，诸事皆由其姑姑阿青会同各喇嘛、大头人商量办理。
当时大金川是嘉绒地区最强大的土司，遭受绰斯甲布、梭磨、松岗、卓克基、丹坝、巴旺、革布什扎、鄂克什、瓦寺九土司的联合进攻。小金川土司僧格桑与鄂克什土司有仇，郎卡在位期间，大金川支持小金川，索诺木亦继承此策略，支持小金川侵扰鄂克什土司辖地。乾隆三十六年（1771年），大金川出兵诱杀革布什扎土司色楞敦多布。嘉绒地区的战事引起乾隆帝的注意，乾隆派出清军攻打大小金川，引起第二次金川之战。阿桂所率的清军攻占小金川，僧格桑逃到大金川，受到索诺木的庇护。他据守石碉抗击。乾隆三十八年（1773年），清军分四路攻打勒乌围官寨，他毒死僧格桑，献出尸体，请求归降，遭到拒绝。不久勒乌围官寨被清军攻破，他率部退往堡寨噶尔崖，据守石碉抗击清军。清军切断水源，以大炮日夜轰击石碉，索诺木出降，械送北京后，与弟莎罗奔冈达克、索诺木朋楚克、甲尔瓦讹杂尔等人一起被凌迟处死。根据清宫档案记录，索诺木的头骨被乾隆帝下令制成嘎巴拉鼓（颅骨手鼓）、腿骨被制成了刚洞。